# ジョン・ダルリンプル (第5代ステア伯爵)
第5代ステア伯爵ジョン・ダルリンプル（英語: John Dalrymple, 5th Earl of Stair、1720年 – 1789年10月13日）は、グレートブリテン王国の政治家、スコットランド貴族。1771年から1774年までスコットランド貴族代表議員を務めた。

## 生涯
ジョージ・ダルリンプル閣下（Hon. George Dalrymple、1680年3月10日洗礼 – 1745年7月29日、初代ステア伯爵ジョン・ダルリンプルの六男）と妻ユーフェム（Euphame、旧姓マイアトン（Myrton）、1761年7月8日没、初代準男爵サー・アンドルー・マイアトンの娘）の長男として、1720年に生まれた。1741年12月8日、スコットランドの上級弁護士になった。
伯父にあたる第2代ステア伯爵ジョン・ダルリンプルは爵位をいったん返上して再叙爵を受け、爵位と遺産継承者の指名権を手に入れた上で、1747年3月31日にジョンを継承者に指名した。同年5月に2代伯爵が死去した後、ジョンはこの指名に基づきステア伯爵の称号を使用、同年8月の総選挙でステア伯爵として、スコットランド貴族代表議員選挙に投票したが、貴族院は1748年5月4日に爵位継承者の指名権を無効と判定し、ジョンはこのときは遺産しか継承できなかった。
1768年7月27日に伯父ウィリアムの息子にあたる第4代ステア伯爵ウィリアム・ダルリンプル＝クライトンが死去すると、ステア伯爵位を継承した。
1771年にスコットランド貴族代表議員に当選した。貴族院でホイッグ党の一員として行動し、米州植民地への強硬策に反対した。1774年にマサチューセッツ湾直轄植民地を代表して貴族院に請願を提出、植民地からの感謝決議を受けた。同年の総選挙で貴族代表議員に再選できず、以降は1776年から1785年までパンフレットを書くことで国政への関与を続けた。ステア伯爵のパンフレットは主に国家財政をテーマとし、その多くに悲観的な予想が含まれたことから、同時代のホレス・ウォルポールはステア伯爵を「我が国のカッサンドラー」（Cassandra of the state）と評した。
1789年10月13日に自領であるウィッグトンシャーのカルホーン（Culhorn）で死去、息子ジョンが爵位を継承した。

## 著作
いずれもパンフレットである。
- The State of the National Debt, Income, and Expenditure（1776年[1]）
- Considerations preliminary to the fixing the Supplies, the Ways and Means, and the Taxes for the year 1781（1781年[1]）
- Facts and their Consequences submitted to the Consideration of the Public at large（1782年[1]）
- An Attempt to balance the Income and Expenditure of the State（1783年[1]）
- An Argument to prove that it is the indispensable Duty of the Public to insist that Government do forthwith bring forward the consideration of the State of the Nation（1783年[1]）
- State of the Public Debts（1783年[1]）
- On the Proper Limits of Government's Interference with the Affairs of the East India Company（1784年[1]）
- Address to, and Expostulation with, the Public（1784年[1]）
- Comparative State of the Public Revenue for the years ending on 10 Oct. 1783 and 10 Oct. 1784（1785年[1]）

## 家族
1748年5月、マーガレット・ミドルトン（Margaret Middleton、1798年2月3日没、銀行家ジョージ・ミドルトンの娘）と結婚、1男1女をもうけた。
- ジョン（1749年9月24日 – 1821年6月1日） - 第6代ステア伯爵[2]
- メアリー（1754年6月3日洗礼 – ?） - 早世[2]